# Су-24
Су-24 („Изделие Т-6“, условно наименование на НАТО – Fencer) е съветски и руски фронтови бомбардировач с крило с изменяема стреловидност, предназначен за нанасяне на ракетно-бомбени удари във всякакви метеорологични условия, денем и нощем, включително на ниски височини с прицелено унищожаване на земни и наземни цели.

## История
Су-24 извършва първия си полет на 17 януари 1970 г. Приет е на въоръжение на 4 февруари 1975 г. Има няколко модификации, в това число разузнавателен и за активни радиосмущения. Су-24М, МР, МП и М2 са оборудвани със система за дозареждане във въздуха.
При изпитванията на Су-24 (1971 – 1974 г.) само за бойното му използване са проведени над 2000 полета, участвали са 19 апарата.
Произвеждан е в авиозаводите в Новосибирск и Комсомолск на Амур. Серийното производство на всички модификации е прекратено през 1993 г.
Модернизираният Су-24М2 извършва първия си полет през 2001 г.
През 2006 г. се намира на краен етап от изпитванията През 2007 г. първите два Су-24М2 постъпват на въоръжение.

## Конструкция
Представлява двудвигателен високоплан с крило с изменяема стреловидност. В зависимост от режима на полет крайните части на крилата могат да се поставят под различен ъгъл в четири положения – 16° при излитане и кацане, 35° в крайцерски дозвуков полет, 45° при бойни маневри, 69° при полет на околозвукови и свръхзвукови скорости. Снабден е с триточково прибиращо се шаси. Фюзелажът е полумонокок. Кабината е двуместна. Пилотът и щурманът са разположени един до друг. Уредите за управление са дублирани. Катапултните седалки са тип К-36ДМ.
Самолетът е снабден с два турбореактивни двигателя с форсаж с максимална тяга 2х11 500 kgf. Вградените резервоари са с вместимост до 11 700 литра, като има възможност за външно окачване на два допълнителни резервоара по 3000 литра. В носовата част се намира подвижната щанга на горивоприемника за дозареждане във въздуха.
Бордовата цифрова прицелно-навигационна система е ПНС-24 „Пума“. включва радар за преден обзор „Орион-А“ и радар за предупреждение за опасност от сблъскване при нисковисочинен полет „Релеф“. Системата обезпечава автоматично извеждане на самолета в зададен район, полет по програмиран маршрут, автоматично завръщане на собственото летище и заход за кацане до височина 40 – 50 m. Също така поддържа и режим на автоматичен нисковисочинен полет с автоматично следене на релефа на местността.
Максималната излетна маса е 39,7 t, максималната скорост полет на височина е 1700 km/h, таванът е 11 500 m.

## Модификации
- Су-24М – модернизиран бомбардировач. Пръв полет през 1976 г. Снабден с нова прицелно–навигационна система ПНС-24М „Тигър“. Може да извършва автоматичен полет със следене на релефа на местността на височина 50 m.
- Су-24МП – радиоелектронно заглушаване. Пръв полет през декември 1979 г. Произведени са 10 броя.
- Су-24МР – разузнавач. Пръв полет през септември 1980 г. Произведени са 130 броя[4].
- Су-24МК – експортен вариант на Су-24М. Пръв полет през 1987 г.
- Су-24М2 – съвременна модернизация. Снабден е с нова навигационна система, която посредством интеграция на данни, постъпващи от различни източници, позволява извършване на продължителен полет на височина 30 – 50 m (кратковременно на височина 10 – 30 m). Може да носи по-разнообразно въоръжение, вкл. ракети Х-31П и Х-59М[5]

## Употреба
През Афганистанската война (1979 – 1989) съветските Су-24 се използват ограничено. Изпълняват бойни задачи само по време на Панджшерските операции през 1984 г. и изтеглянето на съветските войски през 1988 – 1989 г. Су-24 никога не са базирани на територията на Афганистан, а всички бойни полети са от съветски авиобази в Средна Азия. Няма бойни загуби.
Иракските Су-24 по време на Войната в Персийския залив не извършват бойни полети. Прехвърлени са в Иран, където и остават след края на войната.
Су-24 намиращи се в Азербайджан намират ограничено приложение в хода на Карабхската война.
Узбекските Су-24 участват в гражданската война в Таджикистан. Един от тях е свален.
Най-интензивно Су-24 са използвани при бойни полети по време на военните действия в Чечня.
Също така руски Су-24 са използвани по време на войната в Южна Осетия през 2008 г..
Един либийски Су-24 е свален от въстаници по време на гражданската война в Либия през 2011 г..
На 24.11.2015 г. руски Су-24, участващ във военната интервенция на Русия в Сирия, е свален в района на сирийско-турската граница от турски изтребител Ф-16. Двамата членове на екипажа катапултират, като пилотът е убит при приземяването си от сирийски туркмени.

## Оператори

### Настоящи
- Русия:
  - ВВС – 124 Су-24М към 2012 г. (от тях 40 Су-24М2)[12][13]. Планира се всички Су-24 да бъдат изведени от употреба до 2020 г.[14]
  - ВМФ – 51 Су-24 към 2012 г.[15]

- Украйна:
  - ВВС на Украйна – 25 Су-24М (+55 на склад) и 23 Су-24МР към 2012 г.[16].
- Алжир – 34 Су-24М/Су-24МК и 4 Су-24Е към 2010 год[17]
- Узбекистан – 23 Су-24 към 2010 г.[18]
- Иран – 30 Су-24MK към 2010 г.[19]
- Сирия – 20 Су-24 към 2010 г-[20]
- Ангола – 12 Су-24 към 2010 г.[21]
- Казахстан – 23 Су-24М и 12 Су-24МР към 2010 г.[22]
- Азербайджан – 5 Су-24 към 2010 г.[23]

### Бивши
- Беларус – 23 Су-24М и 12 Су-24МР към 2010 год[24]. През февруари 2012 г. министърът на отбраната на Беларус Юрий Жадобин обявява снемането на бомбардировачите от въоръжение.
- Ирак – част от самолетите е унищожена по време на войната от 2003 г., а останалите прелитат в Иран.
- Либия – 6 Су-24МК към 2010 г. Унищожени по време на Гражданската война в Либия.

## Аварии и катастрофи
Су-24 се счита за сложен за управление самолет, за който са известни многобройни аварии и катастрофи. Още по време на полетните изпитвания катастрофират 14 Су-24 и Су-24М. Към 1998 г. това е най-често авариращият самолет в руските ВВС, като общите загуби възлизат на около 100 самолета.. До 2012 г. има регистрирани над 120 аварии и катастрофи.

## Характеристики
Приведените по-долу характеристики съответстват на модификацията Су-24М:

### Общи характеристики
- Екипаж: 2-ма – пилот и щурман
- Дължина: 24,594 m
- Разпереност:
  - при ъгъл на стреловидност χ=16°: 17,638 m
  - при ъгъл на стреловидност χ=69°: 10,366 m
- Ъгъл на стреловидност по предния ръб: 16°/ 35°/ 45°/ 69°
- Напречно V на крилото: −4,5°
- Маса (празен): 22 300 kg
- Маса (пълен): 23 700 kg
- Нормална излетна маса: 33 500 kg
- Макс. излетна маса: 39 700 kg
- Нормална кацаща маса: 24 500 kg
- Максимална кацаща маса: 24 500 kg
- Маса на горивото: 9800 kg
- Обем на резервоарите: 11 860 l
- Двигател: 2хАЛ-21Ф-3
- Мощност: 76,5 kN всеки

### Тактико-технически характеристики
- Максимална скорост:
  - на голяма височина: 1700 km/h (1,35М)
  - на височина 200 m: 1400 km/h (без окачен товар)
- Скорост на излитане: 360 – 400 km/h
- Скорост на кацане: 285 – 310 km/h
- Боен радиус: 560 km (на височина 200 m с допълнителни резервоари и нормално бойно натоварване)
- Транспортен радиус: 2850 km (с окачени допълнителни резервоари)
- Практически таван: 11 500 m
- Дължина на разбега: 1150 – 1250 m (при нормална излетна маса)
- Дължина на пробега: 950 – 1000 m (със спирачен парашут)
- Максимално експлоатационно претоварване: + 6,5 g

### Въоръжение
- Оръдие: едно шестстволно 23-mm ГШ-6-23 с 500 снаряда
- Точки за окачване: 8
- Максимално тегло на боен товар: 7500 kg
- Бомби:
  - 3 × 1500 kg (ФАБ-1500, КАБ-1500Л/ТК и т. д.) или
  - 7 × 500 kg (КАБ-500Л/КР, ЗБ-500) или
  - 10 × 500 kg (ФАБ-500, РБК-500) или
  - 30 или 16 × 250 kg (ФАБ-250, РБК-250) или
  - 38 × 100 kg (ОФАБ-100) или
  - 7 × контейнера КМГУ-2
- Управляеми ракети:
  - ракети „въздух-въздух“: 2 × Р-60 (АА-8)
  - Ракети „въздух-повърхност“:
    - 4 × Х-25МЛ/МР или Х-23
    - 3 × Х-29Л/Т или Х-59
    - 6 × С-25Л
    - 2 × Х-58
- Неуправляеми ракети:
  - 192 (6 × 32) × 57-mm С-5 в блокове УБ-32 или
  - 120 (6 × 20) × 80-mm С-8 в блокове Б-8М или
  - 30 (6 × 5) × 122-mm С-13 в блокове Б-13Л или
  - 4 × 240-mm С-24 или
  - 6 × 266-mm С-25
- Допълнително въоръжение:
- Контейнери с оръдия: 3 × СППУ-6 с 23-mm оръдие ГШ-6-23 с 400 снаряда
- Окачен контейнер за целеуказване „Фантасмагория“